# Gilberto Milos
Gilberto Milos Júnior (São Paulo, 30 de outubro de 1963) é um dos Grandes Mestres de Xadrez brasileiros desde 1988.  Foi tricampeão brasileiro juvenil em 1981, 1982 e 1983 e campeão brasileiro em 1984, 1985, 1986, 1989, 1994 e 1995. Campeão sul-americano em 1987, 1998, 2005 e 2007.
Milos representou o Brasil nas Olimpíadas de Xadrez em 12 ocasiões, entre 1982 e 2014.  Em 1998, 1999, 2000, 2002 e 2004 participou dos ciclos pelo Campeonato Mundial de Xadrez, sempre sendo eliminado na primeira fase.
Chegou a ser o n°38 do mundo em outubro de 2000. No mesmo ano, Milos se classificou para as semifinais da Copa do Mundo de Xadrez.
Gilberto também é desenvolvedor do software de aprendizagem de xadrez Chessimo.

## Principais títulos
- Campeonato Brasileiro ( 1984, 1985, 1986, 1989, 1994 e 1995)
- Torneio Internacional Ás de Espadas (1983)[6]
- Torneio Internacional Konex-Canon (1988)[7]
- Quadrangular Internacional (1989)[8]
- Torneio Internacional de Asunción (1992)[9]
- Eigobar (1993)[10]
- 3ª Copa Itaú (1999)[11]
- 1° Torneio Internacional Gov. Mário Covas Jr (2001)[12]
- 7ª Copa Itaú (2003)[13]
- Copa Itaú SP 450 anos (2004)[14]
- SP 450 anos Open (2004)[15]
- 8ª Copa Itaú (2004)[16]
- Torneio Internacional de Guarapuava (2006)[17]
- 8° Torneio Internacional Gov. Mário Covas Jr (2008)[18]
- 100 Anos da Imigração Japonesa (2008)[19]
- 6° Magistral Hebraica (2009)[20]
- 3° Campeonato Iberoamericano (2010)[21]

## Participações em Olimpíadas
| Ano  | Edição        | Local           | Tabuleiro | Pontos | Partidas | V | E | D | %    | Classificação | Classificação |
| ---- | ------------- | --------------- | --------- | ------ | -------- | - | - | - | ---- | ------------- | ------------- |
| Ano  | Edição        | Local           | Tabuleiro | Pontos | Partidas | V | E | D | %    | Equipe        | Individual    |
| 1982 | 25ª Olimpíada | Lucerna         | res.      | ½      | 6        | 0 | 1 | 5 | 8.3  | 38º           |               |
| 1984 | 26ª Olimpíada | Salônica        | 2º        | 7½     | 12       | 5 | 5 | 2 | 62.5 | 19º           | 16º           |
| 1986 | 27ª Olimpíada | Dubai           | 2º        | 7      | 10       | 6 | 2 | 2 | 70.0 | 20º           | 5º            |
| 1988 | 28ª Olimpíada | Salônica        | 1º        | 6½     | 10       | 5 | 3 | 2 | 65.0 | 23º           | 16º           |
| 1990 | 29ª Olimpíada | Novi Sad        | 1º        | 6      | 10       | 4 | 4 | 2 | 60.0 | 33º           | 24º           |
| 1992 | 30ª Olimpíada | Manila          | 1º        | 5      | 10       | 3 | 4 | 3 | 50.0 | 28º           | 60º           |
| 1994 | 31ª Olimpíada | Moscou          | 1º        | 5½     | 11       | 4 | 3 | 4 | 50.0 | 62º           | 74º           |
| 2000 | 34ª Olimpíada | Istambul        | 1º        | 4½     | 9        | 2 | 5 | 2 | 50.0 | 38º           | 70º           |
| 2006 | 37ª Olimpíada | Turim           | 2º        | 6      | 12       | 2 | 8 | 2 | 50.0 | 32º           | 61º           |
| 2010 | 39ª Olimpíada | Khanty-Mansiysk | 2º        | 5      | 8        | 4 | 2 | 2 | 62.5 | 17º           | 22º           |
| 2012 | 40ª Olimpíada | Istambul        | 4º        | 5½     | 10       | 3 | 5 | 2 | 55.0 | 39º           | 31º           |
| 2014 | 41ª Olimpíada | Tromsø          | 4º        | 6      | 8        | 5 | 2 | 1 | 75.0 | 22º           | 24º           |

## Jogos notáveis
Gilberto Milos x Magnus(2014) Abertura Espanhola: 1/2-1/2.  Milos empatou com o então número 1 do mundo e Campeão Mundial, Magnus Carlsen, durante o Torneio Aberto Internacional de Xadrez Festa da Uva 2014.
Michael Adams x Gilberto Milos. (1991) Abertura Espanhola, variante Archangelsk: 0-1. Durante a terceira rodada do Torneio Internacional Buenos Aires Najdorf, Milos consegue uma vitória tática contra Adams, número 32 no ranking mundial.

## Obras publicadas
- Karpov x Kamsky – Campeonato mundial da FIDE 1996
- Xeque e Mate